# فرنتس سنت‌ایرمائی
فرنتس سنت‌ایرمائی (مجاری: Szentirmai Ferenc؛ زادهٔ ۲۹ نوامبر ۱۹۸۳) اهل مجارستان است.

## حرفه
وی همچنین از سوارکاران در المپیک تابستانی ۲۰۱۶ بوده‌است.